# Hilary Kpatcha
Hilary Kpatcha (* 5. Mai 1998 in Lomé) ist eine französische Weitspringerin togolesischer Herkunft.

## Sportliche Laufbahn
Erste internationale Erfahrungen sammelte Hilary Kpatcha im Jahr 2016, als sie bei den U20-Weltmeisterschaften in Bydgoszcz mit einer Weite von 6,33 m die Bronzemedaille gewann. Zwei Jahre später gewann sie bei den U23-Mittelmeermeisterschaften in Jesolo mit 6,06 m die Bronzemedaille hinter der Portugiesin Evelise Veiga und Fátima Diame aus Spanien. 2019 siegte sie dann mit 6,73 m bei den U23-Europameisterschaften in Gävle und qualifizierte sich damit für die Weltmeisterschaften in Doha, bei denen sie mit 6,47 m aber nicht bis in das Finale gelangte. Anschließend siegte sie Ende Oktober bei den Militärweltspielen in Wuhan mit einem Sprung auf 6,54 m. 2023 wurde sie bei der 1. Liga der Team-Europameisterschaft im Zuge der Europaspiele in Chorzów mit 6,75 m Erste und sicherte sich damit ligenübergreifend die Silbermedaille hinter der Serbin Milica Gardašević. Anschließend schied sie bei den Weltmeisterschaften in Budapest ohne einen gültigen Versuch in der Qualifikationsrunde aus. Im Jahr darauf belegte sie bei den Europameisterschaften in Rom mit neuer persönlicher Bestleistung von 6,88 m den fünften Platz. Anschließend gelangte sie bei den Olympischen Sommerspielen in Paris mit 6,56 m im Finale auf Rang elf.
In den Jahren 2019 und 2024 wurde Kpatcha französische Meisterin im Weitsprung im Freien sowie 2019 und 2021 auch in der Halle.